# Крышень, Павел Фёдорович
Па́вел Федорович Крышень (12 июля 1921, Зелёное, Екатеринославская губерния — 15 июля 2020, Днепр) — советский и украинский учёный-медик. Доктор медицинских наук, профессор. Заслуженный деятель науки УССР.

## Биография
Родился 12 июля 1921 года в селе Зелёное. Когда ему было 10 месяцев, родители переехали в село Петровское.
В 1937 году окончил семилетнюю школу и поступил в авиационный техникум в Запорожье. После окончания техникума работал мастером на авиационном заводе в Куйбышеве.
В сентябре 1941 года добровольно ушёл на фронт. Был пулемётчиком в пехоте. При форсировании реки Терек и захвате Моздока был тяжело ранен в голову, ноги и грудь. После окончания краткосрочных курсов становится механиком-водителем танка. Освобождал Прибалтику. Отличился мужеством и мастерством в бою за литовский город Седа, когда спас горящий танк с экипажем. Для него война закончилась ранением во время атаки камикадзе на Дальнем Востоке под Мукденом.
В 1953 году окончил с отличием Днепропетровский медицинский институт. В 1967—1987 годах занимал должность директора Днепропетровского научно-исследовательского института гастроэнтерологии. С 1987 года — главный научный сотрудник вышеназванного заведения, работает в лаборатории патофизиологии.
Подготовил 42 кандидата и доктора наук. Автор более 200 научных работ и 4 монографий.

## Награды
- Орден Славы 3-й степени;
- 15 орденов и медалей;
- Медали участника ВДНХ СССР и УССР.